# 李逢辰
李逢辰（1784年—？），字允廷，號馥堂，江蘇蘇州府元和縣人，清朝政治人物。

## 生平
嘉慶十九年（1814年）甲戌科二甲第四十四名進士。選翰林院庶吉士，散館授編修，升京畿道監察御史，改刑科掌印給事中，道光九年（1829年）任四川鹽茶道。

## 家族
一女嫁吳廷琛第七子吳毓滋，有子吳郁生。